# Jak Crawford

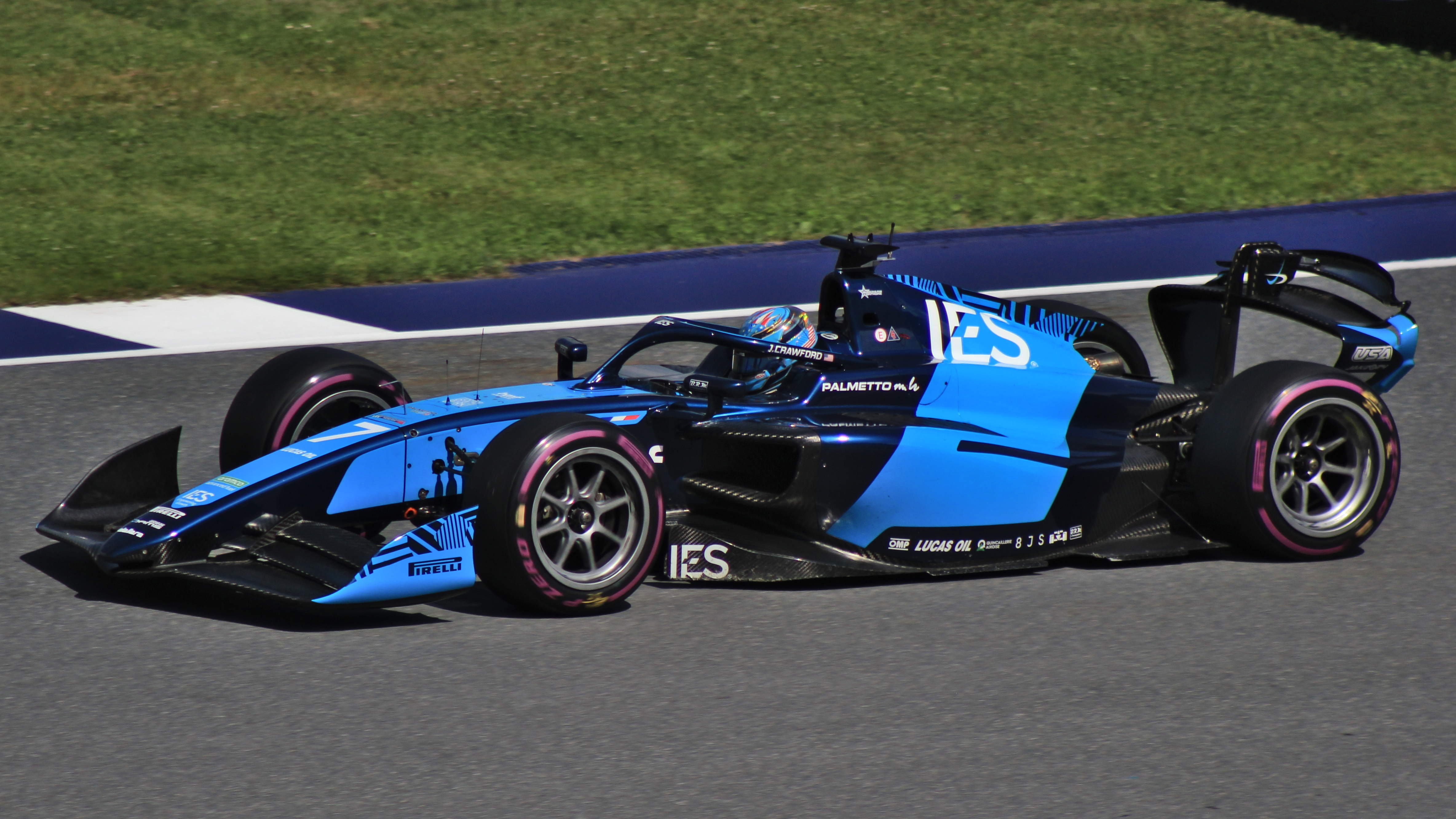
Crawford auf dem Red Bull Ring (2024)

Carlton Jakton „Jak“ Crawford (* 2. Mai 2005 in Charlotte, North Carolina) ist ein US-amerikanischer Automobilrennfahrer. Seit 2023 geht er in der FIA-Formel-2-Meisterschaft an den Start.

## Karriere
Jak Crawford war von 2007 bis 2019 im Kartsport aktiv.
Nachdem er 2019 in der U.S. F2000 National Championship angetreten war, fuhr Crawford 2020 sowohl in der italienischen als auch in der deutschen Formel-4-Meisterschaft. In der vom ADAC ausgetragenen Meisterschaft wurde er Vizemeister hinter dem Briten Jonny Edgar. Ab 2020 wurde er zudem von Red Bull unterstützt, da er Teil der Juniorakademie des österreichischen Konzerns war.
2021 und 2022 startete Jak Crawford in der FIA-Formel-3-Meisterschaft. In seinem zweiten Jahr fuhr er den siebten Gesamtplatz in der Meisterschaft heraus.
Zusätzlich startete er 2021 in der Euroformula Open, wo er den dritten Gesamtplatz einfuhr und 2022 in der Formula Regional Asian Championship.
Seit 2023 startete Jak Crawford in der FIA-Formel-2-Meisterschaft für Hitech. Dabei gelang ihm ein Sieg im Sprintrennen in Spielberg. Ende 2023 wurde er zudem Nachwuchsfahrer vom Aston Martin F1 Team.
2024 geht er für DAMS an den Start.